# Lycodes microporus
Lycodes microporus es una especie de pez de la familia de los Zoarcidae en el orden de los perciformes.

## Morfología
Los machos pueden llegar a alcanzar los 27 cm de longitud total.

## Hábitat
Es un pez de mar y Clima templado que vive entre 400- 1310 m de profundidad.

## Distribución geográfica
Se encuentra en el Mar de Ojotsk.

## Observaciones
Es inofensivo para los humanos. 